# Michał Szulczewski
Michał Szulczewski (ur. 27 czerwca 1882 w Chwaliszewie, zm. 24 listopada 1939 w Żninie) – polski polityk sanacyjny, ziemianin, poseł na Sejm IV kadencji w II RP.

## Życiorys
Pochodził z rodziny ziemiańskiej, posiadał rodzinny majątek w Chwaliszewie. Od 1902 członek Powiatowego Komitetu Wyborczego. Od 1918 poseł do sejmu dzielnicowego i członek sejmiku wojewódzkiego. W 1919 wstąpił na ochotnika do Wojska Polskiego. Służbę zakończył w 1921. Nieco później był członkiem rady Wielkopolskiej Izby Rolniczej. W 1934 został prezesem oddziału powiatowego Wielkopolskiego Towarzystwa Kółek Rolniczych.
Od 1935 członek rady i wydziału powiatowego w Szubinie. Również w 1935 został wybrany na posła na Sejm z okręgu nr 99 (Inowrocław miasto i powiat, Mogilno, Żnin, Szubin). Po wybuchu II wojny światowej aresztowany i rozstrzelany przez Niemców w Żninie 24 listopada 1939.